# バイオフィードバック

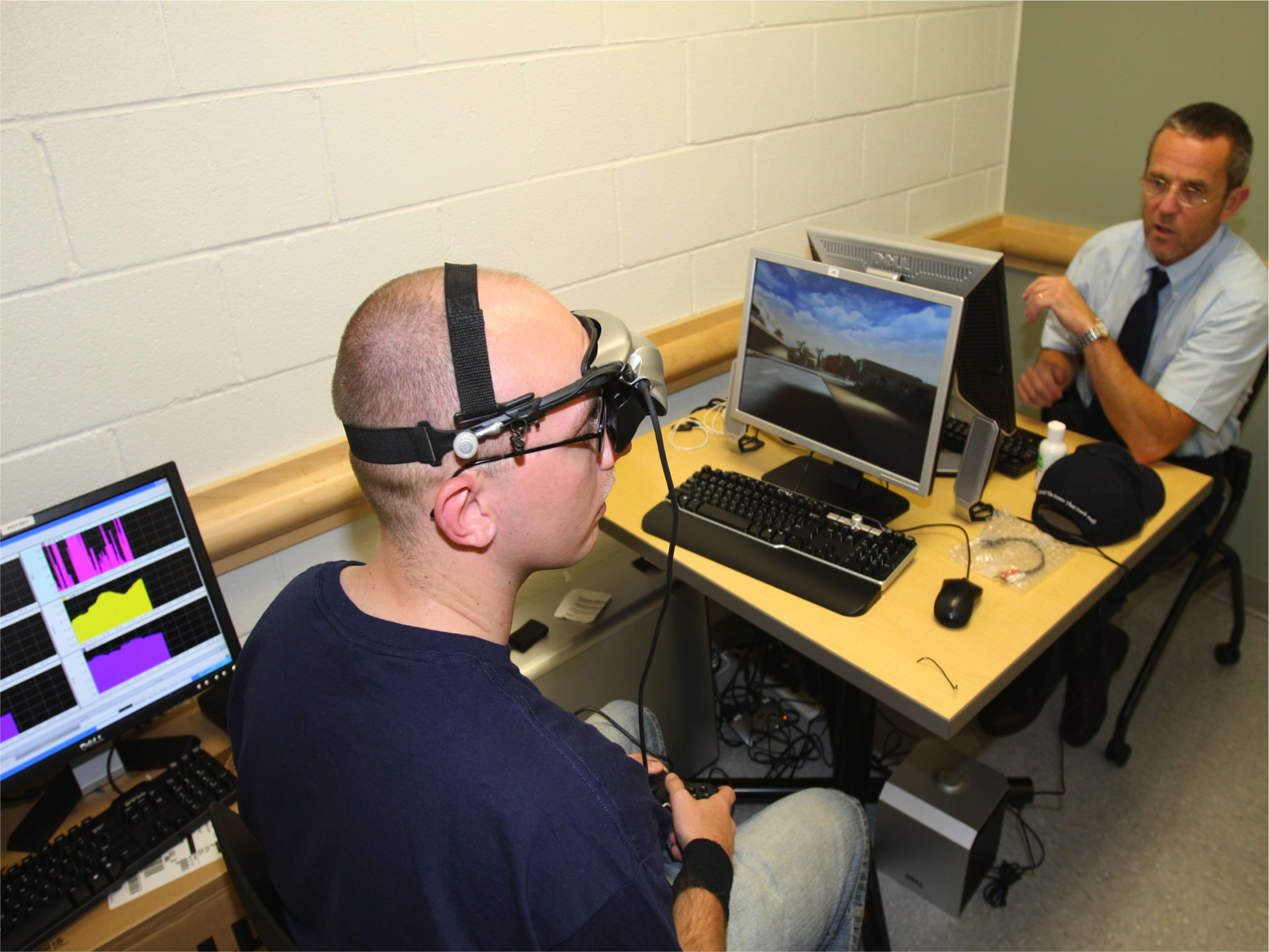
心的外傷後ストレス障害を扱うバイオフィードバック装置

バイオフィードバック (Biofeedback) とは、人間の、不随意筋の働きによる心拍のような通常では自覚や制御が難しい現象を、センサーなどで検出して人間が感覚できる音や光などに変換し、対象者に自覚させるフィードバックと発現する現象を意識的に制御する技術や技法である。生体自己制御とも称される。

## 概要
バイオフィードバックは人からの脳波、筋電図、心電図、容積脈波、皮膚発汗、体温などによる出力を画像や音など視聴覚等で感知できる形態への変換し、当人に対して再出力する。
この情報をもとにリラックス状態など体の状態を希望する方向へ導くトレーニングを行う。
心拍変動バイオフィードバックを例にすると、心拍数をコントロールするプロセスのひとつである圧反射と呼吸性洞性不整脈 (RSA) をモニターし、本来異なる周期で起きるパターンを呼吸を意識的に制御することでひとつの滑らかな波形を作る訓練を行う。バイオフィードバックの研究者はこの作業が共鳴現象を起こし、心拍変動を大きくするという。
心拍変動は迷走神経の働きを示す尺度とされることが多い。迷走神経は心臓へのブレーキとして働くほか、脳にストレスを緩和する信号を送るため、心拍変動を高めることはストレスに対して柔軟となり、感情の制御が上手くなるとバイオフィードバックの研究者たちは主張する。
アメリカでは、バイオフィードバックの訓練機器はFDAに認可され一般に販売されている。代替医療の批判者は臨床サンプル数の少なさ、追跡分析の不十分さを指摘している。

## 応用
疼痛管理、ストレス管理、不整脈、頭痛、てんかん、自律神経失調、便失禁、気管支喘息，高血圧などの治療やスポーツや武道などの成績の向上に活用され、センシング技術の進歩によるセンサーや機器の小型化や高性能化により活用が広まっている。脳のセンシングと脳への直接のフィードバック技術は、ブレイン・マシン・インタフェースとして研究されている。